# Ute Dahl
Ute Dahl és una ballarina nascuda a Kaufbeuren (Alemanya), es va criar a Bad Wörishofen i es va establir a Menorca des de l'any 1974.
Ute Dahl va ser ballarina del Das National Theater Mannheim i, un cop arribà a Maó, creà l'Escuela de Ballet Ute Dahl. A banda de les classes, des dels inicis ha col·laborat amb el Teatre Principal de Maó oferint espectacles propis i, també, coreografies per a les òperes representades. L'any 2004 fou l'escollida per a fer el pregó de les Festes de la Mare de Déu de Gràcia de Maó, com a reconeixement a la seva trajectòria, aportació i lligam amb la vida cultural de l'illa.